# Enoplometopus voigtmanni
Enoplometopus voigtmanni is een kreeftensoort uit de familie van de Enoplometopidae. De wetenschappelijke naam van de soort is voor het eerst geldig gepubliceerd in 1989 door Türkay.